# Andwélé Slory
Andwélé Slory (Paramaribo, Surinam, 27 de septiembre de 1982) es un jugador de fútbol neerlandés originario de Surinam que juega en el Feyenoord de Róterdam. Comenzó su carrera en el Stormvogels Telstar y después fue fichado por el Excelsior Rotterdam. El 21 de diciembre de 2006 firmó por el Feyernoord para unirse después de la temporada 2006-07.

## Carrera
Slory debutó profesionalmente en la segunda división neerlandesa o Eerste Divisie. Jugaba para el equipo Stormvogels Telstar. Jugó 9 partidos sin marcar ningún gol en la primera temporada en el equipo. La siguiente temporada, la 2003-04 jugó 35 partidos y marcó 12 goles. El último año en el Telstar jugó 31 partidos y anotó 9 goles.
En la temporada 2005-06, fue fichado por el Excelsior Rotterdam. Jugó 36 partidos y anotó 14 goles ese año. En la Eredivisie, el 21 de diciembre de 2006, el Feyenoord le ofreció un contrato por dos años y se unió al final del año. Slory continuó marcando goles importantes como ante el Ajax Ámsterdam, el Heracles Almelo y el ADO Den Haag. En la última jornada de liga se enfrentó al AZ Alkmaar, consiguió que expulsaran al portero, Boy Waterman, después de hacer penalti y ganaron el partido 3-2. De esta forma el AZ perdió el título ante el PSV Eindhoven. El Excelsior terminó en 16.º lugar de la clasificación y tuvo que jugar el playoff de descenso. Ganó al BV Veendam y al RBC Roosendaal y se mantuvo en la Eredivisie.
Jugando con el Excelsior, fue seleccionado para jugar con la Selección de fútbol de los Países Bajos el 2 de junio de 2007 ante Corea del Sur, siendo el mejor jugador del partido.
Ya con el Feyenoord, ha jugado 17 partidos y metido 2 goles.
- Datos: Q525171
- Multimedia: Andwélé Slory / Q525171